# Teatr Nowości w Krakowie
Teatr Nowości – teatr działający w latach 1911-1922 (z przerwą w okresie około I wojny światowej) w Krakowie, w budynku przy ul. Starowiślnej 21. Wystawiał lekkie utwory, operetki, prezentował różnego rodzaju pokazy.
Został założony przez Stanisława Adolfa Poleńskiego i Tadeusza Pilarskiego (ojca) wiosną 1911 r. Pierwsze przedstawienie miało miejsce 12 maja 1911 r. w budynku kinematografu Cyrk Edison na rogu ul. Dietla i Wielopole. Jesienią spektakle wystawiano w Hotelu Saskim. Duże powodzenie skłoniło dyrektorów do wzniesienia nowego budynku przy ul. Starowiślnej 21, którego projektantem był Maurycy Tellman. Po bardzo szybkiej budowie nowy gmach zainaugurowano już 1 grudnia 1911 r.
Przedstawienia w Teatrze Nowości miały charakter rozrywkowy – były to jednoaktówki, farsy, operetki, kabarety, variété, wodewile, komedie. Występowały tu zespoły folklorystyczne, np. afrykańskie, eskimoskie, rosyjskie, a także trupy gimnastyczne, tancerki, iluzjoniści; pokazywano również pantomimy, tresury zwierząt itp. Zespół teatralny był zmienny, wielu artystów zatrudniano na krótki okres do określonych przedstawień. Stały zespół składał się przede wszystkim z dyrektorów teatru oraz ich żon: Marii Olskiej i Leonii Gawlikowskiej. Ponadto występowali tu m.in. Stanisław Modzelewski, Franciszek Karliński, Józef Karbowski, Helena Rozwadowska.
31 marca 1913 r. teatr został zamknięty, a w jego miejsce powstało kino, którego działalność zainaugurowano filmem Królowa Elżbieta z Sarah Bernhardt. W budynku tylko sporadycznie występowali aktorzy.
W 1918 r. Teatr Nowości wznowił działalność. Prowadzili go: ponownie Tadeusz Pilarski, a także Roman Gawlikowski, krewny Leonii. Repertuar utrzymał swój rozrywkowy charakter. Na publiczność składali się głównie mniej zamożni i wykształceni mieszkańcy Kazimierza i Podgórza. W 1919 r. teatr przekształcono w teatr operetkowy. Zostali zatrudnieni nowi artyści, chór i orkiestra. Pierwszy sezon był udany, a gościnne występy dały Lucyna Messal i Anda Kitschman, jednak już wkrótce teatr zaczęły nękać problemy. Gawlikowski wygrał proces z konkurencyjnym Teatrem Powszechnym – który wkrótce zamknięto – o bezprawne wystawianie operetek, do których prawo miały Nowości, jednak koszty procesu okazały się wysokie. Ponadto władze miejskie, które w miejsce Teatru Powszechnego planowały otwarcie Miejskiego Teatru Opera i Operetka, utrudniały funkcjonowanie Nowości. Już wiosną 1921 r. koncesja na działalność teatru miała nie zostać przedłużona, jednak ostatecznie Nowości działały jeszcze w sezonie 1921/22, wystawiając m.in. Krowoderskich zuchów i Lolę z Ludwinowa.
W 1922 r. w sali Nowości ponownie zaczęło działać kino, a Tadeusz Pilarski utworzył objazdowy zespół Operetki Nowości, z którym ruszył na gościnne występy. W 1924 r. przy ul. Rajskiej 12 otworzył Teatr Operetki Nowości (Krakowską Operetkę Nowości), formalnie prowadzony przez jego syna. Teatr działał przez dwa sezony, po czym w 1926 r. zastąpił go Teatr Popularny Nowości, prowadzony przez Pilarskiego-ojca i Jana Dobiesława. Głównym reżyserem był Antoni Piekarski, a scenografem – Jan Marcin Szancer. Teatr zakończył działalność na początku 1927 r. W sezonie 1927/28 swoją działalność wznowiła Operetka Nowości, jednak bez większego powodzenia.
Obecnie w budynku ma siedzibę Scena Kameralna Starego Teatru.